# 邁克·韋瑟利
邁克·韋瑟利（英語：Michael Weatherly，1968年7月8日—）是一位美國演員、电影制作人、歌手、導演。他最著名的作品是在《重返犯罪現場》中飾演Anthony "Tony" DiNozzo角色，以及此前在电视连续剧《末世黑天使》中的角色。2016年开始他在电视连续剧《律政狂牛》中扮演主角。

## 早年生活
韋瑟利出生在紐約，成長在康涅狄格州費爾菲爾德。他是一名愛爾蘭後裔。
韋瑟利曾就讀於波士顿大学、曼隆學院和美利坚大学。但是他没有完成学业改行从艺。

## 生涯
韋瑟利的第一个角色是在电视连续剧《考斯比一家》中扮演一个小角色。从1992年到1996年他在另外两个电视连续剧里演出。
韋瑟利搬到好莱坞，很快他获得福斯廣播公司一个电视连续剧的角色，他与珍妮佛·嘉納搭档。不过这个连续剧只持续了6集。他结识导演{[約翰·惠特尼·斯蒂爾曼]]，与科洛·塞维尼一起在电影《迪斯科末日》中获得一个角色.1998年他在电视连续剧《聖女魔咒》第一季里出演一名魔术师。
1997年和2000年他还出演了数部电影。
韋瑟利在电视连续剧《末世黑天使》里出演两个季度。这个角色使他获得三次奖赏提名：2001年和2002年获得土星獎最佳配角提名，2001年获得青少年选择奖提名。
2003年他在两集《执法悍将》中上演一名海軍犯罪調查局特殊探员，在《重返犯罪現場》中他继续演这个角色。2014年他客席《海军罪案调查处：新奥尔良》，2015《海军罪案调查处：洛杉矶》。邁克·韋瑟利和寶麗·佩雷特是唯一两名在所有4个连续剧里出演的演员。2004年他在电视剧《娜塔丽·伍德之谜》中出演。
韋瑟利首次导演是在《重返犯罪現場》第8季的一集中，在第10季他再次导演。
在一个堕胎权运动组织资助的YouTube视频中他扮演耶稣。2015年韋瑟利发表了一个他跳舞的视频为百老匯關懷∕平等對抗愛滋組織募捐。
2016年CBS宣布韋瑟利将离开《重返犯罪現場》，他在这个连续剧一共拍摄了13个季度。与此同时电视台还宣布韋瑟利将于2016年秋上演一个新的连续剧《律政狂牛》。这部剧的故事是参照真人律师菲儿·麦格罗编辑的。2020年11月16日该连续剧的第5季开播。
在2016年第68屆黃金時段艾美獎和2014年第40届人民选择奖上韋瑟利是主持者。他也参加各种节目如CBS今晨、今天和詹姆斯·柯登深夜秀等。

### 导演

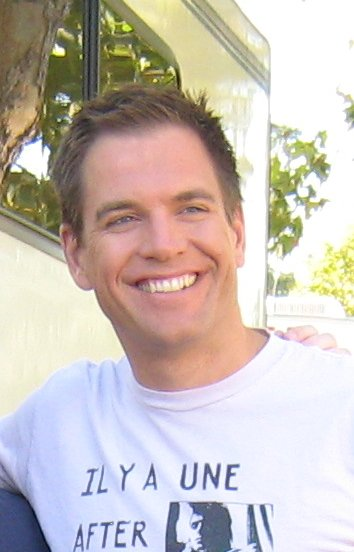
2008年韋瑟利拍摄《重返犯罪現場》时

韋瑟利导演了众多短电影以及《重返犯罪現場》和《律政狂牛》的一些集。2017年他导演了关于英国一名侨民的纪录片《牙买加人》，这部电影在特柳賴德电影节上首映。在2017年洛杉矶纪录片电影节上《牙买加人》获得最佳人物记录奖，在2018年纽约市独立电影节上它获得最佳纪录片奖。

## 音乐
韋瑟利唱歌，弹钢琴和吉他等不同乐器。他写了一些歌，其中包括两首收集在《重返犯罪現場》曲目中的歌。他早年在纽约时曾经加入过一个乐队。他早年还发表过一个《昂首向前走》的卡拉OK版光碟。

## 个人生活
1995年2月韋瑟利与他当时的同事阿美利亞·海勒结婚。1996年他们的儿子出生。1997年两人离婚。
2000年1月在拍摄《末世黑天使》时韋瑟利开始与同事潔西卡·艾巴产生关系。2001年两人订婚。2003年8月两人关系断裂。
2009年9月30日韋瑟利与一名内科医生结婚。他们有一子一女，生活在曼哈顿。

### 慈善活动
韋瑟利夫妇支持一些慈善组织，比如在牙买加汉诺威区提高当地教育和公共医疗服务的组织。他们还参与一个环境保护主义组织和一个儿童健康组织。

### 被指责性骚扰
伊丽莎·杜什库因为像制作公司报告韋瑟利在拍摄过程中不当行为被解雇《律政狂牛》中的角色，2018年1月CBS与她达成950万美元的补偿协议。据官方调停文献报道有录像显示韋瑟利说要把杜什库摆在他的腿上打屁股，要与她做三人行，要在自己的“强奸房车”里强奸她，以及其它不当评论。杜什库把这件事情报告给制作人后韋瑟利给CBS电视拍摄坊主席写短信说他想讨论杜什库的幽默感。但是对方回复说“杜什库的表演比你的高级。”一些天后连续剧负责人不顾制作公司经理的反对停止了所有杜什库本来被计划的角色。
2018年12月双方协议被公布时韋瑟利公开道歉说“伊丽莎告诉我她不喜欢我的言语和幽默时我对冒犯了她非常不幸，并立刻向她道歉。”杜什库回复道韋瑟利与接受媒体采访违反了他们的协议，他的道歉只不过是更多“抵挡、否认和躲闪”。韋瑟利的《重返犯罪現場》同事萨莎·亚历山大和寶麗·佩雷特在Twitters上发信支持韋瑟利。事件后2019年8月有报道说韋瑟利和连续剧负责人在接受领导培训。

## 外部連結
- 官方网站 （页面存档备份，存于）
- 邁克·韋瑟利在互联网电影资料库（IMDb）上的資料（英文）
- Weatherly 邁克·韋瑟利的X（前Twitter）
- 邁克·韋瑟利在TV Guide